# Јоца Стевановић
Јоца Стевановић (Михајловац, Смедерево, СФРЈ / 21.11.1963) српски је певач народне музике. Преко три деценије, уз комшије Драгана Пантића Смедеревца, Љубу Лукића, Радета Бикињца, Радишу Ранковића Дилу и Жицу Марковића  чини најуспешнији део мушког певачког тима народњака у Подунављу, Поморављу и Стигу.
Каријеру је започео 1985. године и до сада снимио много албума, неколико сингл-плоча и велики број хитова: Татина ћерка, Стриц, Иди сине узми је, Најслађе пијанство, Књига судбине, Прво па мушко, Ех да сам роса, Други ти усне љуби (коју је касније препевао певач Ђани - "ђердани"), Првенац, Момачко вече, Усамљено срце моје, итд.

## Биографија
Рођен је 21. новембра 1963. године у Михајловцу. Као најмлађе дете у породици врло рано је показивао интересовање за музику, а пре свега певање. Отац Љубиша је био изврсни фрулаш, а такође деда са мајчине стране, Радослав, познатији као Раја Цанин, био је цењен хармоникаш.  Рано је почео да пева на приредбама у родном Михајловцу и суседним селима, где је својим гласом и наступима скренуо пажњу још као десетогодишњак. Премда је његова музикалност уочена веома рано, у свет музике званично улази тек након одслужења војног рока, и то након завршетка средње Техничке школе у Смедереву.
У Михајловцу живи и даље, са супругом Драганом и породицом. Његов син Милош је већ поштовани хармоникаш који има свој оркестар Победници, на шта је Јоца посебно поносан, а ћерка Милица и Марија су повукле свој таленат на тату - певају. Милица такође свира и клавир, завршила је нижу и средњу музичку школу, а дипломирала је и на Правном Факултету Универзитета у Крагујевцу.

## Каријера
Занат је пекао са оркестром Новице Величковића и другим познатим оркестрима све до 1990. године, када је уследио неочекивани позив од  композитора и хармоникаша Зорана Тирнанића, за учешће на престижној смотри народне музике „Хит парада“. Наступио је са песмом „Најслађе пијанство“ коју је публика прихватила на прво слушање. Те године је снимио прву плочу са  овом песмом, по којој је албум назван, и која му је широм отворила естрадна врата популарности.
Успех песме „Најслађе пијанство“ није промакао организаторима „Месама“ који су га наредне, 1991. године позвали да учествује на овом престижном фестивалу, раме уз раме са Маринком Роквићем, Аном Бекутом, Зорицом Брунцлик, Екстра Неном, Драганом Којићем Кебом и другим звездама ПГП РТБ.
Као најмлађи учесник фестивала пласирао се на завршно финално вече, међу 12 извођача, а прву награду публике је освојио Драган Којић Кеба. Сам наступ на „Месаму“, а поготово пласман у финале, за њега је  био велики успех. Наступио је са песмом Бориса Маћешића „Песма печалбара“, и поред толико звезда народне музике, као најмлађи учесник успео да скрене пажњу на себе, како због реномеа фестивала „Месам”, тако и због тога што је завршно вече преносила државна телевизија и што су Јоцу Стевановића могли да чују и виде љубитељи народне музике широм Југославије.
И када се очекивао наставак сарадње са Зораном Тирнанићем, Јоца је направио заокрет. Приклонио се модернијем звуку и одабрао песме Војке Радоњић Кобре и њеног мужа Ђорђа.То није био терен где се он најбоље снашао, а да малер буде већи, насловну песму „Станар“ аутори ове песме су истовремено дозволили да сними и далеко популарнији певач Нино.
За своју следећу плочу, „Идемо до краја” аранжмане је поверио тада веома продуктивном и цењеном хармоникашу Томици Миљићу, који је са својим оркестром одсвирао све песме у студију.
Након албума  „Идемо до краја”, Јоца је престао са експериментима и послушао композиторе Мирка Глишића и Мишу Стојићевића, снимајући песме које се слушају на радио-станицама и певају на весељима. Мирко Глишић  и Миша Стојичевић су му написали праве народњаке, примерене весељима на којима је најчешће наступао,  као што су: „Стриц“, „Татина ћерка“, „Првенац“, „Момачко вече“, „Иди сине, узми је“ и др. Због препознатљивости ових песама и популарност Јоце Стевановића у народу је знатно порасла. То се највише одразило на његову већу ангажованост на весељима и све учесталије позиве радио и телевизијских станица за гостовања, а самим тим и на тираже музичких издања.
Због шире популарности није се одрекао повремених наступа на фестивалима народне музике као што је „Шумадијски сабор“, „Моравски бисери“ и „Сватовац“, као и све чешћих медијских појављивања.
Наредне две плоче је такође поверио композитору Миши Стојићевићу, у чијем музичком студију „Диск Тон” су песме и снимљене. Овај период сарадње обележиле су песме „Ех, да сам роса“, „Шампион у љубави“ , „Усамљено срце моје” и „Књига судбине“. Ове песме широког распона су показале сву раскош, лепоту и топлину гласа Јоце Стевановића и постале су велики хитови народне музике. Свакодневно се и дан – данас могу чути на многим радио станицама.
После прве плоче „Најслађе пијанство”, Јоца Стевановић је коначно са музичким издањем „Књига судбине” добио песме које имају трајну вредност и по којима је постао још цењенији међу колегама и љубитељима народне музике.

## Дискографија

### Албуми
- Најслађе пијанство (1991, РТБ)
- Идемо до краја (1993, Дискос)
- Станар (1995, РТС)
- Првенац (1998, Дискос)
- Шампион у љубави (1998, Дискос)

### Синглови
- Једна ноћ (2005)
- Најлепша млада (2019)